# Batu Roto
Batu Roto is een bestuurslaag in het regentschap Bengkulu Utara van de provincie Bengkulu, Indonesië. Batu Roto telt 736 inwoners (volkstelling 2010).